# Hans Müller (Architekt, 1864)
Hans Müller (* 28. Dezember 1864 in Nürnberg; † 28. November 1951 in Nürnberg-Ziegelstein) war ein deutscher Architekt und Kommunalpolitiker. Nachdem er seine Projekte zunächst in den Formen des späten Historismus und der Reformarchitektur entworfen hatte, wandte er sich in den 1920er Jahren dem Neuen Bauen zu. Zu seinen bedeutendsten Schöpfungen zählen der Deutsche Hof (1912–1913) und das heutige Karl-Bröger-Haus (1929–1930).

## Leben
Hans Müller war der Sohn des Nürnberger Schneidermeisters Leberecht Müller. Nach dem Besuch der königlichen Kreis-Realschule I studierte er Architektur an der Industrie- und Bauschule Nürnberg. Nach Mitarbeit im Büro von Emil Hecht übernahm er 1895 das Atelier seines Berufskollegen David Röhm. 1926 nahm er seinen Schwiegersohn Karl Kröck als gleichberechtigten Teilhaber in sein Büro auf. Von 1904 bis 1924 war Müller zunächst im Gemeindekollegium, dann im Nürnberger Stadtrat vertreten. In dieser Funktion saß er ab 1922 im Aufsichtsrat der neu gegründeten Wohnungsbaugesellschaft Nürnberg. 1934 zog er sich ins Privatleben zurück.
Müller war mit Maria Hößbacher verheiratet und hatte drei Kinder.

## Bauten

### In Nürnberg
- 1895: Betriebsgelände der Brauhaus Nürnberg AG, Schillerstraße 14 (größtenteils zerstört)
- 1910: Bankhaus Kohn, Königstraße 26 (1945 zerstört)
- 1910–1911: Gebäude der Hopfenhandlung und -darre Hopf & Söhne, Widhalmstraße 4 (zerstört)
- 1910–1911: Schießhaus in Erlenstegen, Günthersbühler Straße 145
- 1912–1913: Hotel Deutscher Hof, Frauentorgraben 29
- 1913–1915: Geschäftshaus für die Bayerische Disconto- und Wechselbank, Königstraße 3
- 1917–1918: Fabrikanlage der Fritz Neumeyer AG, Klingenhofstraße 72
- 1921: Siedlung für das Siedlungswerk Nürnberg Nord-Ost, Eschenauer Straße 66–84
- 1922: Villa Bechmann, Prinzregentenufer 25
- 1923: Ehemalige Ortskrankenkasse, Karl-Grillenberger-Straße (mit Karl Kröck)
- 1925: Verwaltungsgebäude der Großkraftwerk Franken AG, Nunnenbeckstraße 5 (2015 abgerissen)
- 1929–1930: Verlagshaus der Fränkischen Tagespost (heute Karl-Bröger-Haus), Karl-Bröger-Straße 9 (mit Karl Kröck)[1]
- 1930–1931: Verwaltungsgebäude des Fränkischen Überlandwerks, Hainstraße 32–34 (mit Karl Kröck) (2019 abgerissen)

### Außerhalb Nürnbergs
- 1896: Wintervilla Baumann in Amberg, Mariahilfbergweg 2[2]
- 1907: Walderholungsheim der Stadt Nürnberg in Rückersdorf, Dachsbergweg 1
- 1911–1912: Villa Adelung in Fürth, Kutzerstraße 37

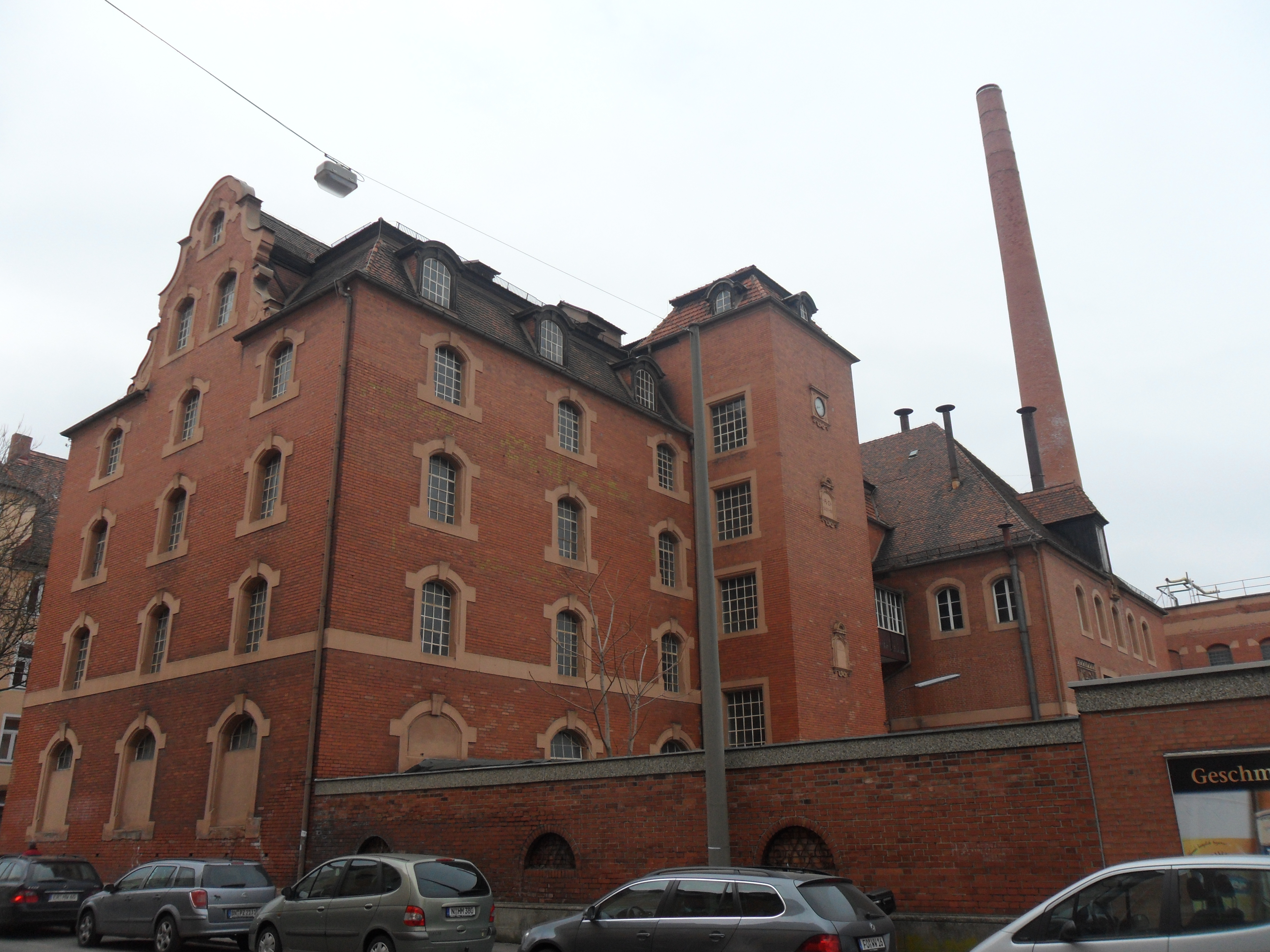
Brauhaus Nürnberg, später Tucher Bräu (1895)
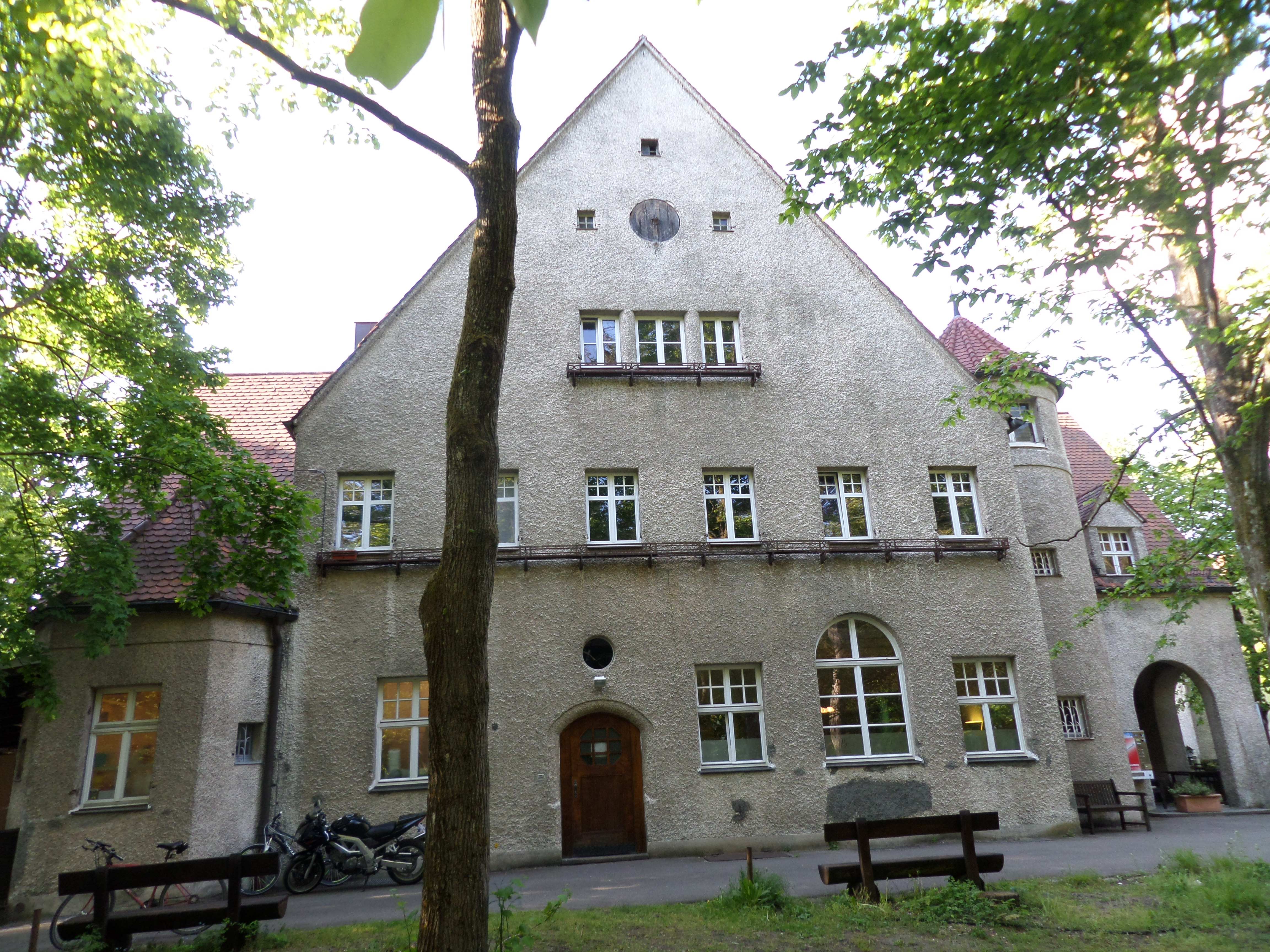
Schießhaus Erlenstegen (1911)
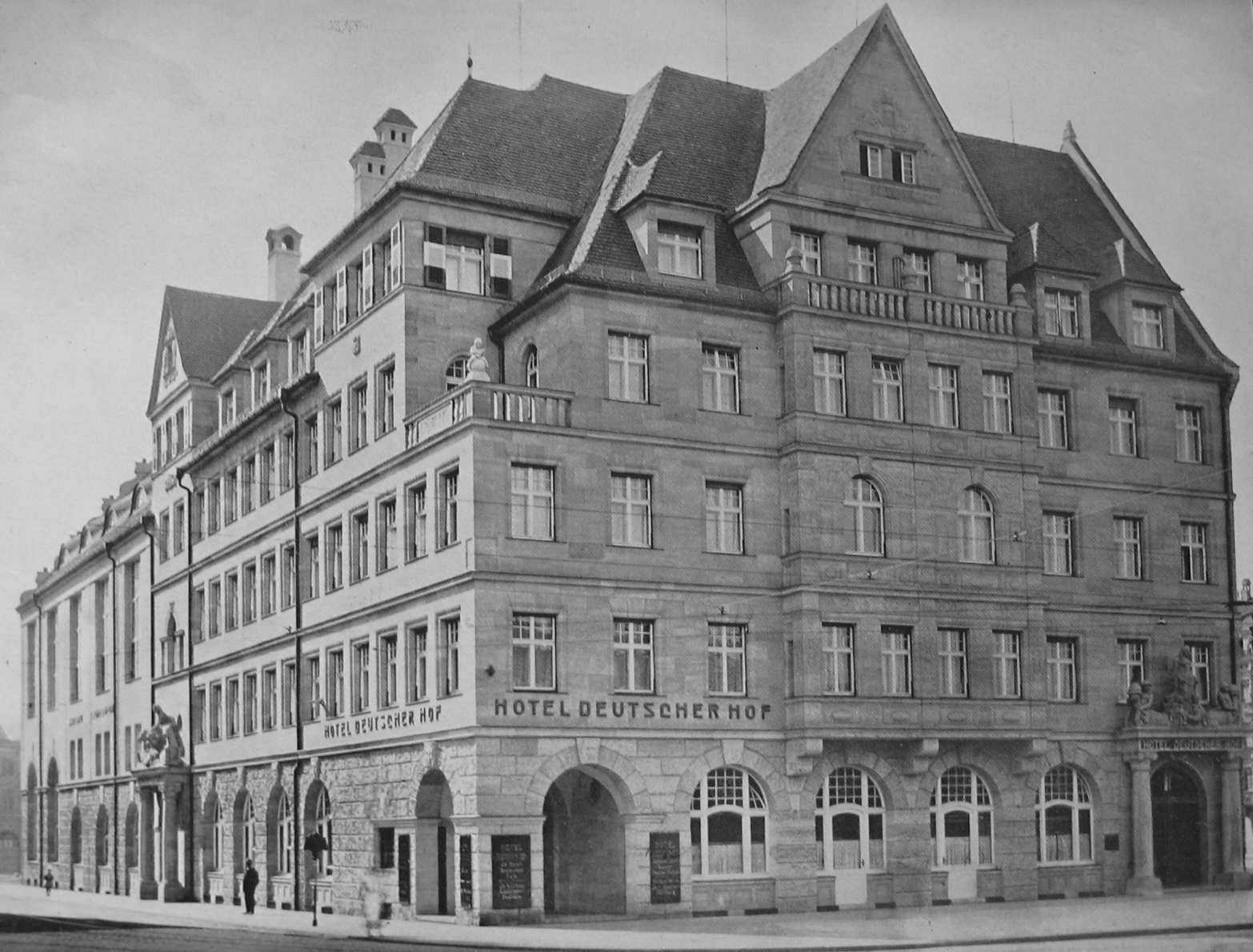
Deutscher Hof (1913)
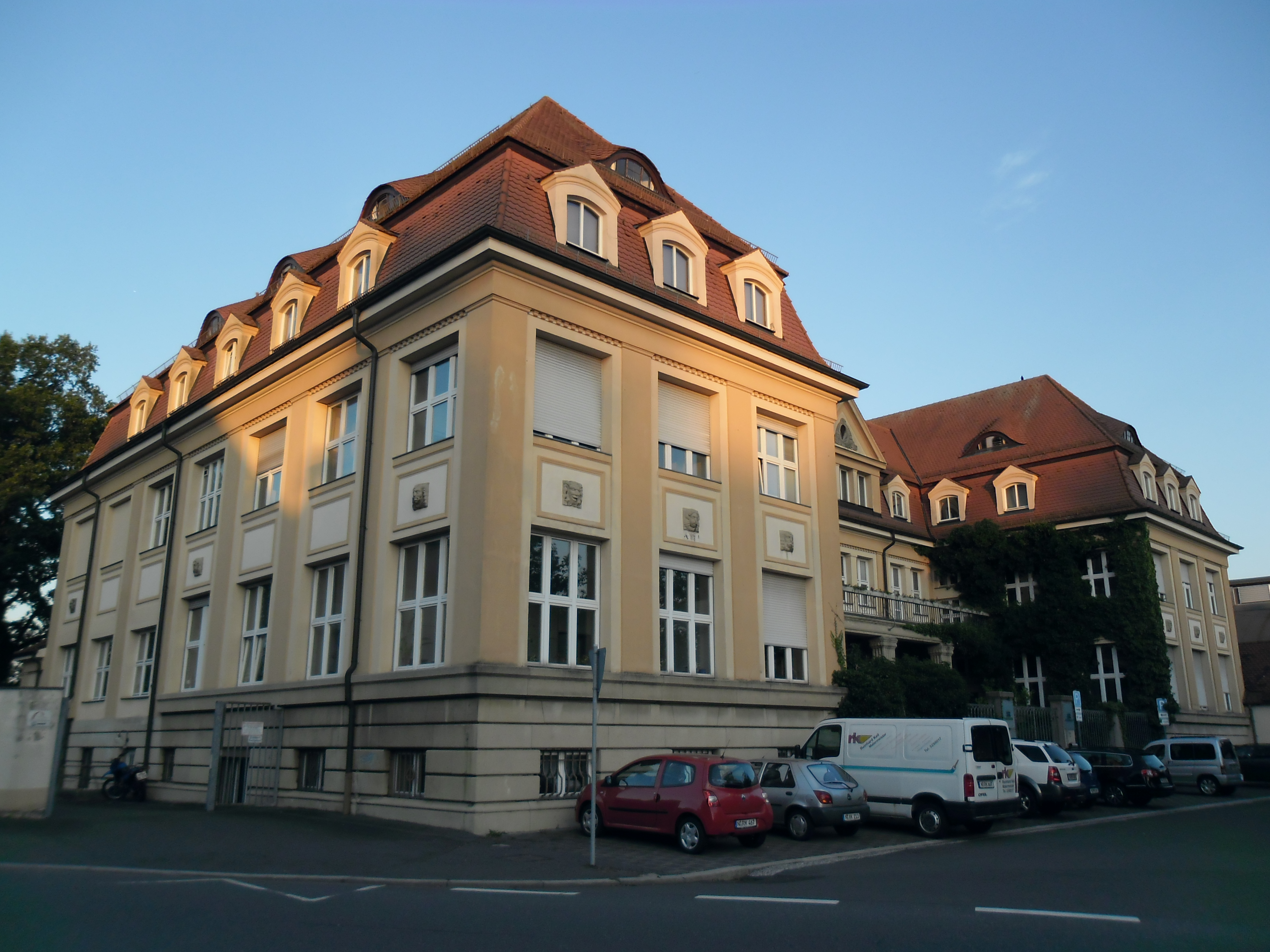
Verwaltungsgebäude der Fritz Neumeyer AG (1918)
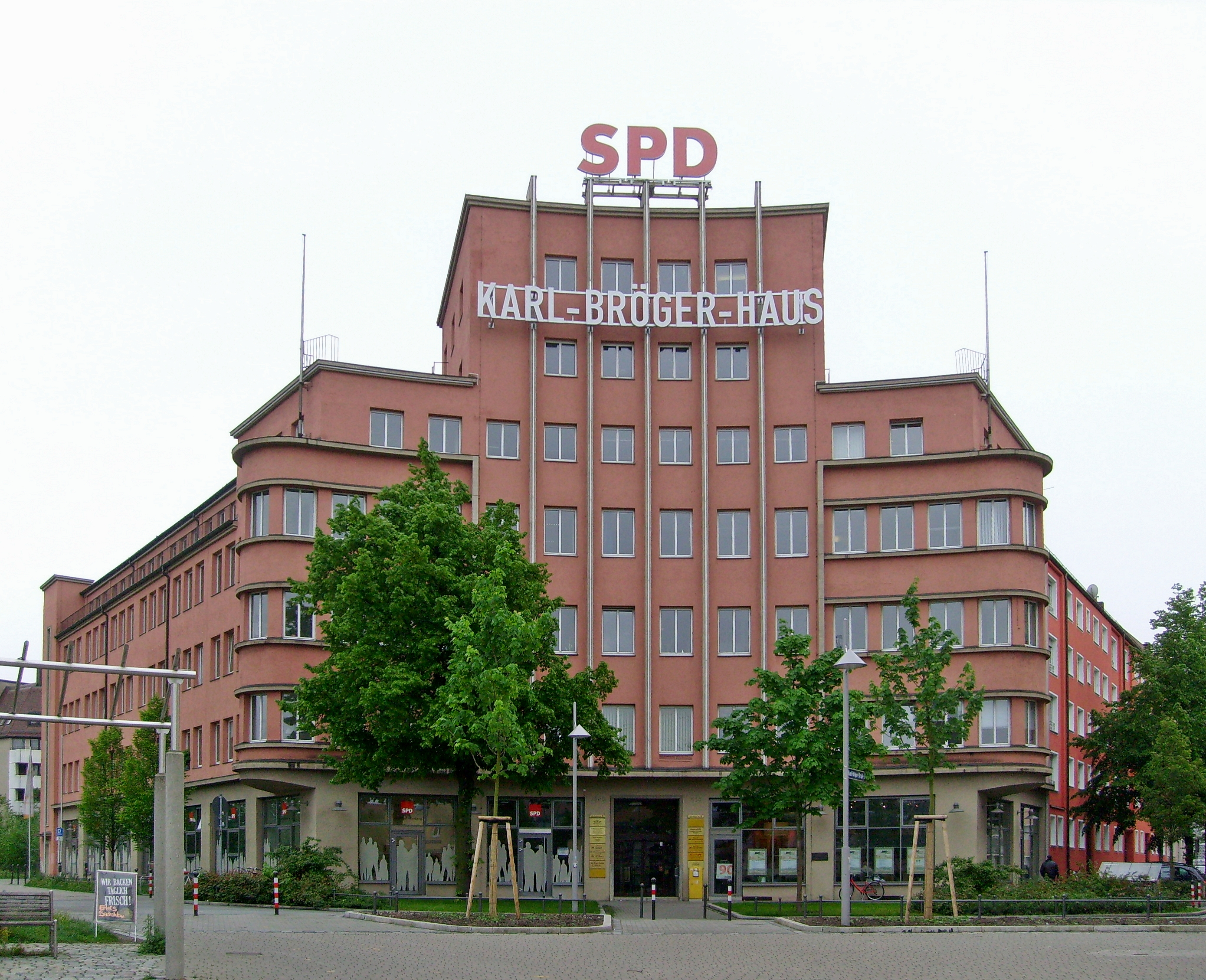
Karl-Bröger-Haus (1930)